# Jean Vanwelkenhuyzen
Jean Vanwelkenhuyzen (* 27. März 1927 in Brüssel; † 21. Februar 2008 ebenda) war ein belgischer Historiker und von 1969 bis 1989 Leiter des Forschungszentrums CEGES, das sich speziell der Geschichte des Zweiten Weltkriegs widmete.

## Leben und Wirken
Jean Vanwelkenhuyzen, Sohn aus dem frankophonen Brüsseler Bürgertum, studierte an der Université libre de Bruxelles (ULB) und erwarb 1953 ein Lizenziat der politischen und diplomatischen Wissenschaften, und in der Folge eines der Wirtschafts- und Finanzwissenschaften. Er erhielt eine Stelle in  der Universitätsverwaltung und begann sich ab etwa 1960 unter dem Einfluss von Jacques Willequet für die Geschichte des Zweiten Weltkriegs zu interessieren. In seiner Funktion als Leiter des neu gegründeten Forschungszentrums baute er eine umfassende Dokumentation auf und begann eine reiche Publikationstätigkeit. 1978 erwarb er ein Doktorat der politischen und diplomatischen Wissenschaften mit einer Arbeit über die „Warnsignale aus Berlin“ vom 9. Oktober 1939 bis zum 10. Mai 1940. Jean Vanwelkenhuyzens Position wurde allerdings durch die damals noch sehr unterschiedliche Sicht des Zweiten Weltkriegs in Flandern und in Wallonien beeinträchtigt.
Vanwelkenhuyzens Sinn für Diplomatie und seine guten Verbindungen zur königstreuen Bourgeoisie waren dem Institut in seinen Anfangsjahren sehr nützlich. Das Forschungszentrum erhielt großzügige finanzielle Zuwendungen, konnte reiches Archivmaterial erwerben und internationale Beachtung finden. 1988 wurde Vanwelkenhuyzen als einziger Vertreter der Frankophonie in die Historikerkommission berufen, die die Waldheim-Affäre zu beurteilen hatte.
Seine Schwierigkeiten, sich in niederländischer Sprache auszudrücken und seine rückhaltlos positive Beurteilung der Rolle König Leopolds III. während des Zweiten Weltkriegs (Beispiel Mechelen-Zwischenfall) führten allerdings letztlich zu seiner Abberufung als Institutsleiter. Man warf ihm die Unterdrückung von im Institut vorliegenden Dokumenten vor, die eine kritischere Sicht des Königs nahelegten. Im Frühjahr 1989 verlangte das wissenschaftliche Komitee des Aufsicht führenden Ministeriums einstimmig die Abberufung von Jean Vanwelkenhuyzen. Minister Louis Tobback akzeptierte sie. 
Jean Vanwelkenhuyzens Pensionierung erfolgte im März 1992, er blieb aber publizistisch bis zu seinem Ableben äußerst aktiv und veröffentlichte zahlreiche, stark psychologisch orientierte Studien über die Periode 1933 bis 1940.